# Eurocup 2018-19
La EuroCup 2018-19, por motivos de patrocinio 7DAYS EuroCup 2018-19, esta competición de clubes de baloncesto gestionada por la Euroleague Basketball, se disputó a partir del mes de octubre de 2018. Esta fue la undécima edición de la competición en la era moderna de la EuroCup. Incluyendo la competición previa de la Copa ULEB, fue la 17.° edición de esta competición de baloncesto.

## Equipos
Un total de 24 equipos participaron en la EuroCup 2018–19.
- 1.º, 2.º, etc.: Clasificado a través de su liga doméstica según su posición final tras Playoffs.
- WC: Wild Card (invitación).

| Fase de grupos                  | Fase de grupos                 | Fase de grupos                     | Fase de grupos                   |
| ------------------------------- | ------------------------------ | ---------------------------------- | -------------------------------- |
| Valencia Basket (5.º)           | Dolomiti Energia Trento (2.º)  | ALBA Berlin (2.º)                  | Partizan NIS Belgrado (WC)       |
| MoraBanc Andorra (6.º)          | Germani Brescia Leonessa (4.º) | ratiopharm Ulm (WC)                | Crvena Zvezda mts Belgrado (2.º) |
| Unicaja Málaga (7.º)            | Fiat Turin (WC)                | Fraport Skyliners Frankfurt (WC)   | Cedevita Zagreb (3.º)            |
| Zenit St Petersburg (3.º)       | AS Mónaco (2.º)                | Tofas Bursa (2.º)                  | Mornar Bar (4.º)                 |
| UNICS Kazan (4.º)               | Limoges CSP (4.º)              | Galatasaray Odeabank Estambul (WC) | Arka Gdynia (WC)                 |
| Lokomotiv Kuban Krasnodar (5.º) | ASVEL Villeurbanne (WC)        | Turk Telekom Ankara (WC)           | Rytas Vilnius (2.º)              |

Notas
1. ↑  MoraBanc Andorra es un club con sede en Andorra (que no califica para competiciones europeas), pero participa en competiciones europeas a través de uno de las plazas para España (cualquier coeficiente de puntos que obtenga cuenta para España).
2. ↑  AS Monaco es un club con sede en Mónaco (que no califica para competiciones europeas), pero participa en competiciones europeas a través de uno de las plazas para Francia (cualquier coeficiente de puntos que obtenga cuenta para Francia).

## Calendario de partidos y sorteos
El calendario de la competición es el siguiente.
| Fase           | Ronda            | Día del sorteo     | Primera vuelta          | Segunda vuelta          | Tercera vuelta          |
| -------------- | ---------------- | ------------------ | ----------------------- | ----------------------- | ----------------------- |
| Fase de grupos | Jornada 1        | 5 de julio de 2018 | 3 de octubre de 2018    | 3 de octubre de 2018    | 3 de octubre de 2018    |
| Fase de grupos | Jornada 2        | 5 de julio de 2018 | 10 de octubre de 2018   | 10 de octubre de 2018   | 10 de octubre de 2018   |
| Fase de grupos | Jornada 3        | 5 de julio de 2018 | 17 de octubre de 2018   | 17 de octubre de 2018   | 17 de octubre de 2018   |
| Fase de grupos | Jornada 4        | 5 de julio de 2018 | 24 de octubre de 2018   | 24 de octubre de 2018   | 24 de octubre de 2018   |
| Fase de grupos | Jornada 5        | 5 de julio de 2018 | 31 de octubre de 2018   | 31 de octubre de 2018   | 31 de octubre de 2018   |
| Fase de grupos | Jornada 6        | 5 de julio de 2018 | 7 de noviembre de 2018  | 7 de noviembre de 2018  | 7 de noviembre de 2018  |
| Fase de grupos | Jornada 7        | 5 de julio de 2018 | 14 de noviembre de 2018 | 14 de noviembre de 2018 | 14 de noviembre de 2018 |
| Fase de grupos | Jornada 8        | 5 de julio de 2018 | 21 de noviembre de 2018 | 21 de noviembre de 2018 | 21 de noviembre de 2018 |
| Fase de grupos | Jornada 9        | 5 de julio de 2018 | 12 de diciembre de 2018 | 12 de diciembre de 2018 | 12 de diciembre de 2018 |
| Fase de grupos | Jornada 10       | 5 de julio de 2018 | 19 de diciembre de 2018 | 19 de diciembre de 2018 | 19 de diciembre de 2018 |
| Top 16         | Jornada 1        | 5 de julio de 2018 | 2 de enero de 2019      | 2 de enero de 2019      | 2 de enero de 2019      |
| Top 16         | Jornada 2        | 5 de julio de 2018 | 9 de enero de 2019      | 9 de enero de 2019      | 9 de enero de 2019      |
| Top 16         | Jornada 3        | 5 de julio de 2018 | 16 de enero de 2019     | 16 de enero de 2019     | 16 de enero de 2019     |
| Top 16         | Jornada 4        | 5 de julio de 2018 | 23 de enero de 2019     | 23 de enero de 2019     | 23 de enero de 2019     |
| Top 16         | Jornada 5        | 5 de julio de 2018 | 30 de enero de 2019     | 30 de enero de 2019     | 30 de enero de 2019     |
| Top 16         | Jornada 6        | 5 de julio de 2018 | 6 de febrero de 2019    | 6 de febrero de 2019    | 6 de febrero de 2019    |
| Playoffs       | Cuartos de final | 5 de julio de 2018 | 5 de marzo de 2019      | 8 de marzo de 2019      | 13 de marzo de 2019     |
| Playoffs       | Semifinales      | 5 de julio de 2018 | 19 de marzo de 2019     | 22 de marzo de 2019     | 27 de marzo de 2019     |
| Playoffs       | Finales          | 5 de julio de 2018 | 9 de abril de 2019      | 12 de abril de 2019     | 15 de abril de 2019     |

## Fase de grupos
En cada grupo, los equipos jugaron uno contra el otro en un formato de todos contra todos a dos rondas. Los cuatro primeros equipos clasificados avanzaron al Top 16, mientras que los quintos y sextos de cada grupo fueron eliminados.

### Grupo A
| Pos. | Equipo                            | PJ | G | P | PF  | PC  | DP  | Clasificación     |       | MON   | AND    | CZV   | ULM    | BRE    | GSO    |
| ---- | --------------------------------- | -- | - | - | --- | --- | --- | ----------------- | ----- | ----- | ------ | ----- | ------ | ------ | ------ |
| 1    | AS Monaco (A)                     | 10 | 7 | 3 | 796 | 757 | +39 | Avanzan al Top 16 |       | —     | 81–73  | 63–66 | 75–65  | 80–86  | 76–71  |
| 2    | MoraBanc Andorra (A)              | 10 | 6 | 4 | 852 | 834 | +18 | Avanzan al Top 16 |       | 87–80 | —      | 91–80 | 103–95 | 110–91 | 95–87  |
| 3    | Crvena Zvezda mts Belgrado (A)    | 10 | 6 | 4 | 825 | 768 | +57 | Avanzan al Top 16 |       | 75–91 | 85–79  | —     | 88–73  | 103–67 | 87–57  |
| 4    | ratiopharm Ulm (A)                | 10 | 5 | 5 | 824 | 827 | −3  | Avanzan al Top 16 |       | 65–75 | 88–80  | 95–80 | —      | 83–82  | 103–92 |
| 5    | Germani Brescia Leonessa (E)      | 10 | 3 | 7 | 780 | 842 | −62 |                   |       | 68–80 | 73–79  | 69–61 | 80–97  | —      | 88–65  |
| 6    | Galatasaray Odeabank Istanbul (E) | 10 | 3 | 7 | 761 | 810 | −49 |                   | 85–86 | 84–73 | 83–100 | 77–69 | 84–76  | —      |        |

 Fuente: EuroCup Basketball
Criterios de clasificación: Los puntos conseguidos en las prórrogas no cuentan en las clasificaciones, tampoco por las situaciones de desempate.

### Grupo B
| Pos. | Equipo                        | PJ | G | P | PF  | PC  | DP   | Clasificación     |       | LOK    | ALB     | CED     | LIM   | TOF    | GYD    |
| ---- | ----------------------------- | -- | - | - | --- | --- | ---- | ----------------- | ----- | ------ | ------- | ------- | ----- | ------ | ------ |
| 1    | Lokomotiv Kuban Krasnodar (A) | 10 | 9 | 1 | 847 | 757 | +90  | Avanzan al Top 16 |       | —      | 75–83   | 80–76   | 82–64 | 95–72  | 96–72  |
| 2    | ALBA Berlin (A)               | 10 | 7 | 3 | 883 | 835 | +48  | Avanzan al Top 16 |       | 82–92  | —       | 102–109 | 84–76 | 107–91 | 82–68  |
| 3    | Cedevita Zagreb (A)           | 10 | 5 | 5 | 853 | 831 | +22  | Avanzan al Top 16 |       | 81–85  | 75–73   | —       | 91–71 | 92–96  | 94–87  |
| 4    | Limoges CSP (A)               | 10 | 4 | 6 | 818 | 846 | −28  | Avanzan al Top 16 |       | 64–72  | 93–102  | 82–68   | —     | 89–81  | 103–87 |
| 5    | Tofas Bursa (E)               | 10 | 4 | 6 | 891 | 908 | −17  |                   |       | 99–105 | 101–106 | 94–89   | 92–98 | —      | 96–79  |
| 6    | Arka Gdynia (E)               | 10 | 1 | 9 | 755 | 870 | −115 |                   | 73–80 | 64–76  | 61–78   | 87–78   | 77–87 | —      |        |

 Fuente: EuroCup Basketball
Criterios de clasificación: Los puntos conseguidos en las prórrogas no cuentan en las clasificaciones, tampoco por las situaciones de desempate.

### Grupo C
| Pos. | Equipo                      | PJ | G | P | PF  | PC  | DP  | Clasificación     |       | VBC    | ASV   | PAR   | ZEN   | TTA    | TRE    |
| ---- | --------------------------- | -- | - | - | --- | --- | --- | ----------------- | ----- | ------ | ----- | ----- | ----- | ------ | ------ |
| 1    | Valencia Basket (A)         | 10 | 8 | 2 | 846 | 759 | +87 | Avanzan al Top 16 |       | —      | 84–62 | 79–71 | 97–89 | 101–83 | 87–66  |
| 2    | ASVEL Villeurbanne (A)      | 10 | 7 | 3 | 781 | 732 | +49 | Avanzan al Top 16 |       | 73–69  | —     | 75–78 | 89–68 | 84–63  | 75–61  |
| 3    | Partizan NIS Belgrado (A)   | 10 | 4 | 6 | 756 | 771 | −15 | Avanzan al Top 16 |       | 61–69  | 78–89 | —     | 89–82 | 87–72  | 76–71  |
| 4    | Zenit St Petersburg (A)     | 10 | 4 | 6 | 840 | 823 | +17 | Avanzan al Top 16 |       | 104–93 | 81–84 | 75–71 | —     | 91–80  | 99–102 |
| 5    | Turk Telekom Ankara (E)     | 10 | 4 | 6 | 766 | 819 | −53 |                   |       | 67–72  | 78–83 | 77–72 | 81–75 | —      | 84–77  |
| 6    | Dolomiti Energia Trento (E) | 10 | 3 | 7 | 745 | 830 | −85 |                   | 83–95 | 79–77  | 82–73 | 60–93 | 77–81 | —      |        |

 Fuente: EuroCup Basketball
Criterios de clasificación: Los puntos conseguidos en las prórrogas no cuentan en las clasificaciones, tampoco por las situaciones de desempate.

### Grupo D
| Pos. | Equipo                          | PJ | G | P  | PF  | PC  | DP   | Clasificación     |       | UNK     | UNI   | FRA    | RYV   | MOR    | TOR   |
| ---- | ------------------------------- | -- | - | -- | --- | --- | ---- | ----------------- | ----- | ------- | ----- | ------ | ----- | ------ | ----- |
| 1    | UNICS Kazan (A)                 | 10 | 9 | 1  | 846 | 750 | +96  | Avanzan al Top 16 |       | —       | 87–84 | 83–80  | 86–73 | 91–73  | 92–78 |
| 2    | Unicaja Málaga (A)              | 10 | 8 | 2  | 897 | 788 | +109 | Avanzan al Top 16 |       | 82–80   | —     | 91–64  | 95–76 | 111–76 | 89–68 |
| 3    | Fraport Skyliners Frankfurt (A) | 10 | 6 | 4  | 767 | 762 | +5   | Avanzan al Top 16 |       | 65–72   | 78–84 | —      | 65–63 | 98–75  | 88–85 |
| 4    | Rytas Vilnius (A)               | 10 | 5 | 5  | 769 | 776 | −7   | Avanzan al Top 16 |       | 81–87   | 80–72 | 61–70  | —     | 71–67  | 86–79 |
| 5    | Mornar Bar (E)                  | 10 | 2 | 8  | 772 | 905 | −133 |                   |       | 74–97   | 85–96 | 83–87  | 69–92 | —      | 86–83 |
| 6    | Fiat Turin (E)                  | 10 | 0 | 10 | 800 | 870 | −70  |                   | 72–82 | 104–105 | 75–85 | 96–101 | 80–84 | —      |       |

 Fuente: EuroCup Basketball
Criterios de clasificación: Los puntos conseguidos en las prórrogas no cuentan en las clasificaciones, tampoco por las situaciones de desempate.

## Top 16
En cada grupo, los equipos jugaron en formato de todos contra todos a dos rondas. Los dos primeros equipos calificados avanzaron a los cuartos de final, mientras que los dos últimos equipos fueron eliminados. Las jornadas fueron del 2 de enero al 6 de febrero de 2019.

## Fase final
En los playoffs, los equipos que juegan entre sí deben ganar dos juegos para ganar la serie. Por lo tanto, si un equipo gana dos juegos antes de que se hayan jugado los tres juegos, se omite el juego que queda. El equipo que terminó en el Top 16 en mejor colocación jugará el primero y el tercero (si es necesario) de los juegos de la serie en casa (L).
|  | Cuartos de final | Cuartos de final          | Cuartos de final | Cuartos de final | Cuartos de final |    |                 | Semifinales       | Semifinales       | Semifinales       | Semifinales       | Semifinales       |    |  | Final            | Final            | Final            | Final            | Final            |  |
|  | 5 al 13 de marzo | 5 al 13 de marzo          | 5 al 13 de marzo | 5 al 13 de marzo | 5 al 13 de marzo |    |                 | 19 al 27 de marzo | 19 al 27 de marzo | 19 al 27 de marzo | 19 al 27 de marzo | 19 al 27 de marzo |    |  | 9 al 15 de abril | 9 al 15 de abril | 9 al 15 de abril | 9 al 15 de abril | 9 al 15 de abril |  |
|  |                  |                           |                  |                  |                  |    |                 |                   |                   |                   |                   |                   |    |  |                  |                  |                  |                  |                  |  |
|  |                  |                           |                  |                  |                  |    |                 |                   |                   |                   |                   |                   |    |  |                  |                  |                  |                  |                  |  |
|  | L                | ALBA Berlín               | 90               | 101              | 79               |    |                 |                   |                   |                   |                   |                   |    |  |                  |                  |                  |                  |                  |  |
|  | L                | ALBA Berlín               | 90               | 101              | 79               |    |                 |                   |                   |                   |                   |                   |    |  |                  |                  |                  |                  |                  |  |
|  |                  | Unicaja Málaga            | 91               | 81               | 75               |    |                 |                   |                   |                   |                   |                   |    |  |                  |                  |                  |                  |                  |  |
|  |                  | Unicaja Málaga            | 91               | 81               | 75               | L  | ALBA Berlín     | 102               | 87                | –                 |                   |                   |    |  |                  |                  |                  |                  |                  |  |
|  |                  |                           |                  |                  |                  | L  | ALBA Berlín     | 102               | 87                | –                 |                   |                   |    |  |                  |                  |                  |                  |                  |  |
|  |                  |                           |                  | MoraBanc Andorra | 97               | 81 | –               |                   |                   |                   |                   |                   |    |  |                  |                  |                  |                  |                  |  |
|  | L                | ASVEL Villeurbanne        | 79               | MoraBanc Andorra | 97               | 81 | –               | 79                | 80                |                   |                   |                   |    |  |                  |                  |                  |                  |                  |  |
|  | L                | ASVEL Villeurbanne        | 79               |                  |                  |    |                 |                   |                   |                   |                   |                   |    |  |                  |                  |                  |                  |                  |  |
|  |                  | MoraBanc Andorra          | 75               | 98               | 82               |    |                 |                   |                   |                   |                   |                   |    |  |                  |                  |                  |                  |                  |  |
|  |                  |                           |                  |                  |                  |    |                 |                   |                   | ALBA Berlín       | 75                | 95                | 63 |  |                  |                  |                  |                  |                  |  |
|  |                  |                           |                  |                  |                  |    |                 |                   |                   |                   |                   |                   | 63 |  |                  |                  |                  |                  |                  |  |
|  |                  |                           | L                | Valencia Basket  | 89               | 92 | 89              |                   |                   |                   |                   |                   |    |  |                  |                  |                  |                  |                  |  |
|  | L                | Valencia Basket           | L                | Valencia Basket  | 89               | 92 | 89              | 75                | 71                | –                 |                   |                   |    |  |                  |                  |                  |                  |                  |  |
|  | L                | Valencia Basket           |                  |                  |                  |    |                 |                   |                   | –                 |                   |                   |    |  |                  |                  |                  |                  |                  |  |
|  |                  | Rytas Vilnius             | 64               | 56               | –                |    |                 |                   |                   |                   |                   |                   |    |  |                  |                  |                  |                  |                  |  |
|  |                  | Rytas Vilnius             | 64               | 56               | –                | L  | Valencia Basket | 69                | 79                | –                 |                   |                   |    |  |                  |                  |                  |                  |                  |  |
|  |                  |                           |                  |                  |                  | L  | Valencia Basket | 69                | 79                | –                 |                   |                   |    |  |                  |                  |                  |                  |                  |  |
|  |                  |                           |                  | UNICS Kazan      | 64               | 73 | –               |                   |                   |                   |                   |                   |    |  |                  |                  |                  |                  |                  |  |
|  | L                | UNICS Kazan               | 86               | UNICS Kazan      | 64               | 73 | –               | 59                | 69                |                   |                   |                   |    |  |                  |                  |                  |                  |                  |  |
|  | L                | UNICS Kazan               | 86               |                  |                  |    |                 |                   |                   |                   |                   |                   |    |  |                  |                  |                  |                  |                  |  |
|  |                  | Lokomotiv Kuban Krasnodar | 66               | 68               | 65               |    |                 |                   |                   |                   |                   |                   |    |  |                  |                  |                  |                  |                  |  |
|  |                  |                           |                  |                  |                  |    |                 |                   |                   |                   |                   |                   |    |  |                  |                  |                  |                  |                  |  |
|  |                  |                           |                  |                  |                  |    |                 |                   |                   |                   |                   |                   |    |  |                  |                  |                  |                  |                  |  |

| Campeón de la Eurocup 2018-19 |
| ----------------------------- |
| Valencia Basket Cuarto título |